# Østermarie Kirke
Die evangelisch-lutherische Østermarie Kirke im Ort Østermarie auf der dänischen Insel Bornholm liegt ca. 5 km östlich von Østerlars und 8 km westlich von Svaneke.
Bornholm hatte im Mittelalter zwei Marienkirchen. Um sie zu unterscheiden, wurde die westliche Kirche Vestermarie Kirke und die östliche Østermarie Kirke genannt. Beide gaben den umliegenden Ortschaften ihre Namen: Vestermarie und Østermarie.

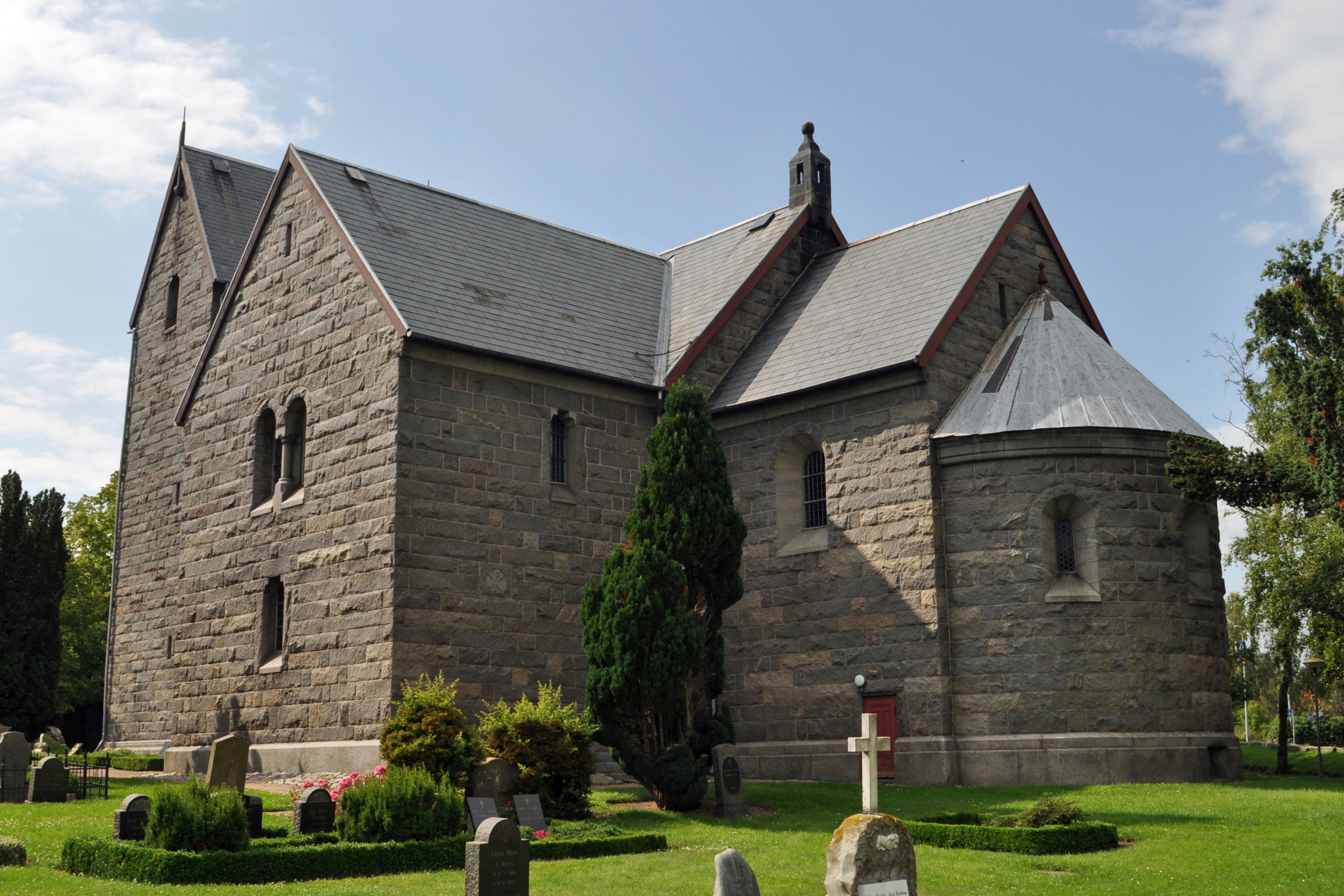
Neue Kirche

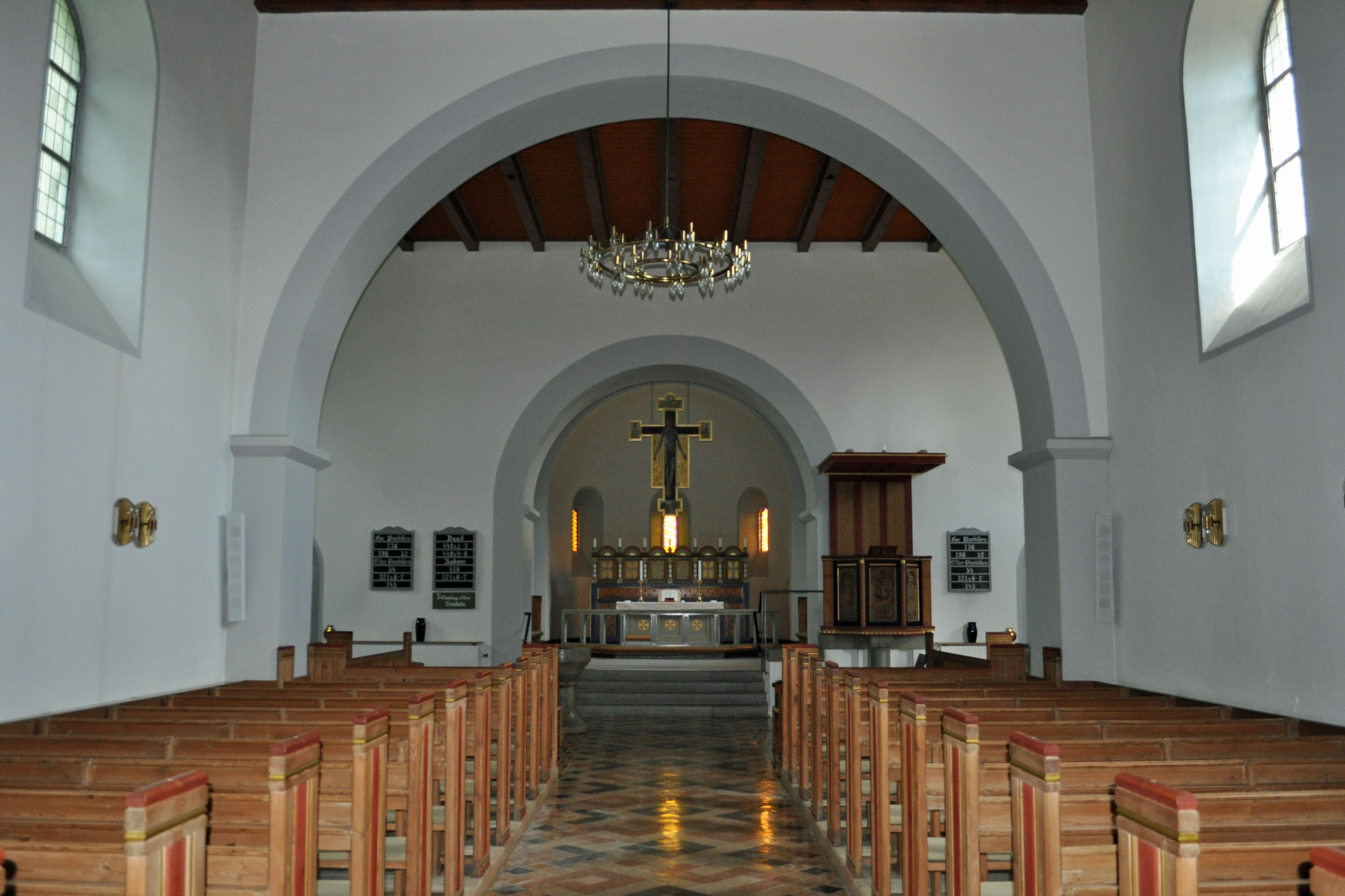
Neue Kirche

## Die alte Kirche

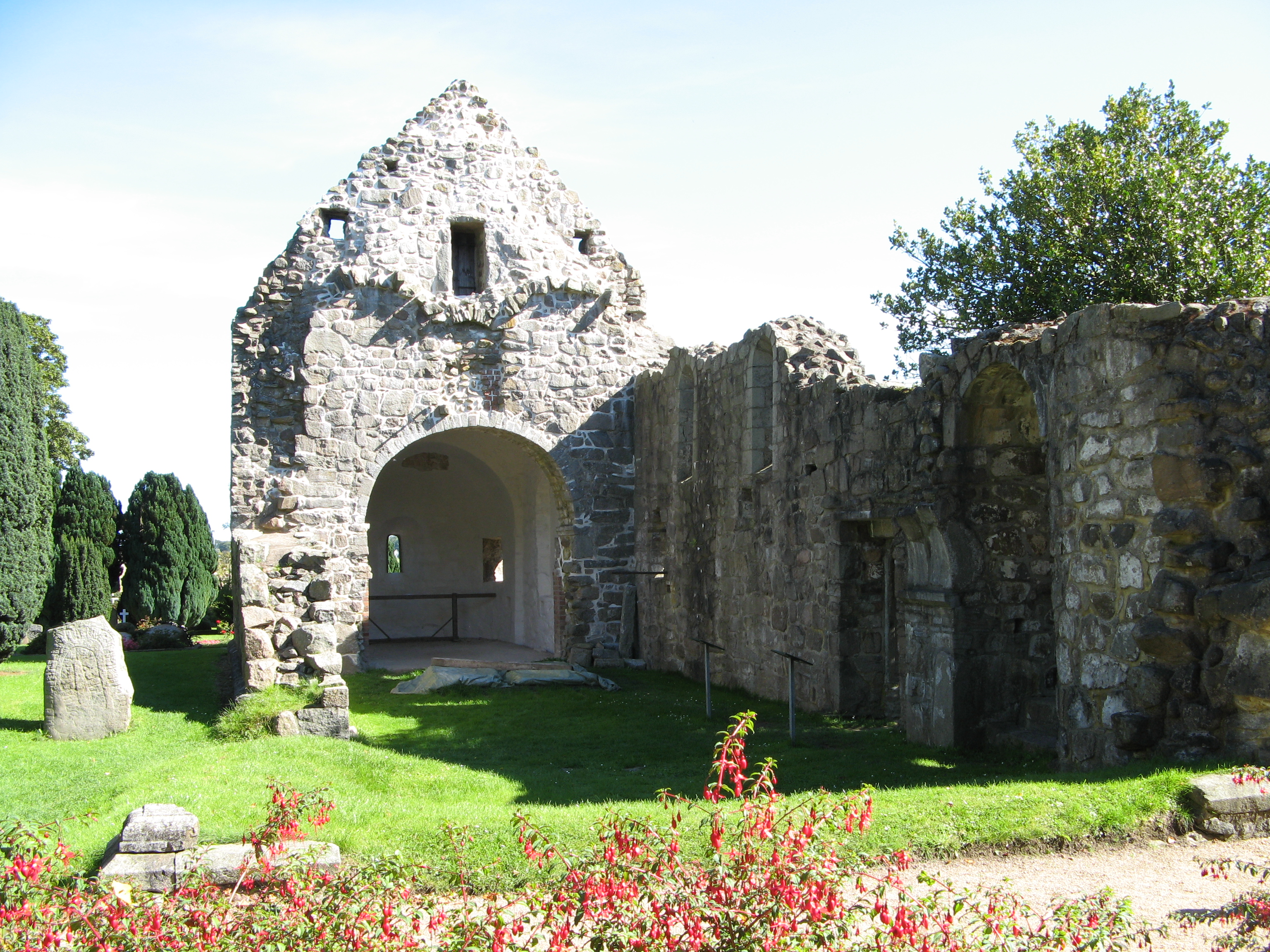
Alte Kirche, links daneben die Runensteine

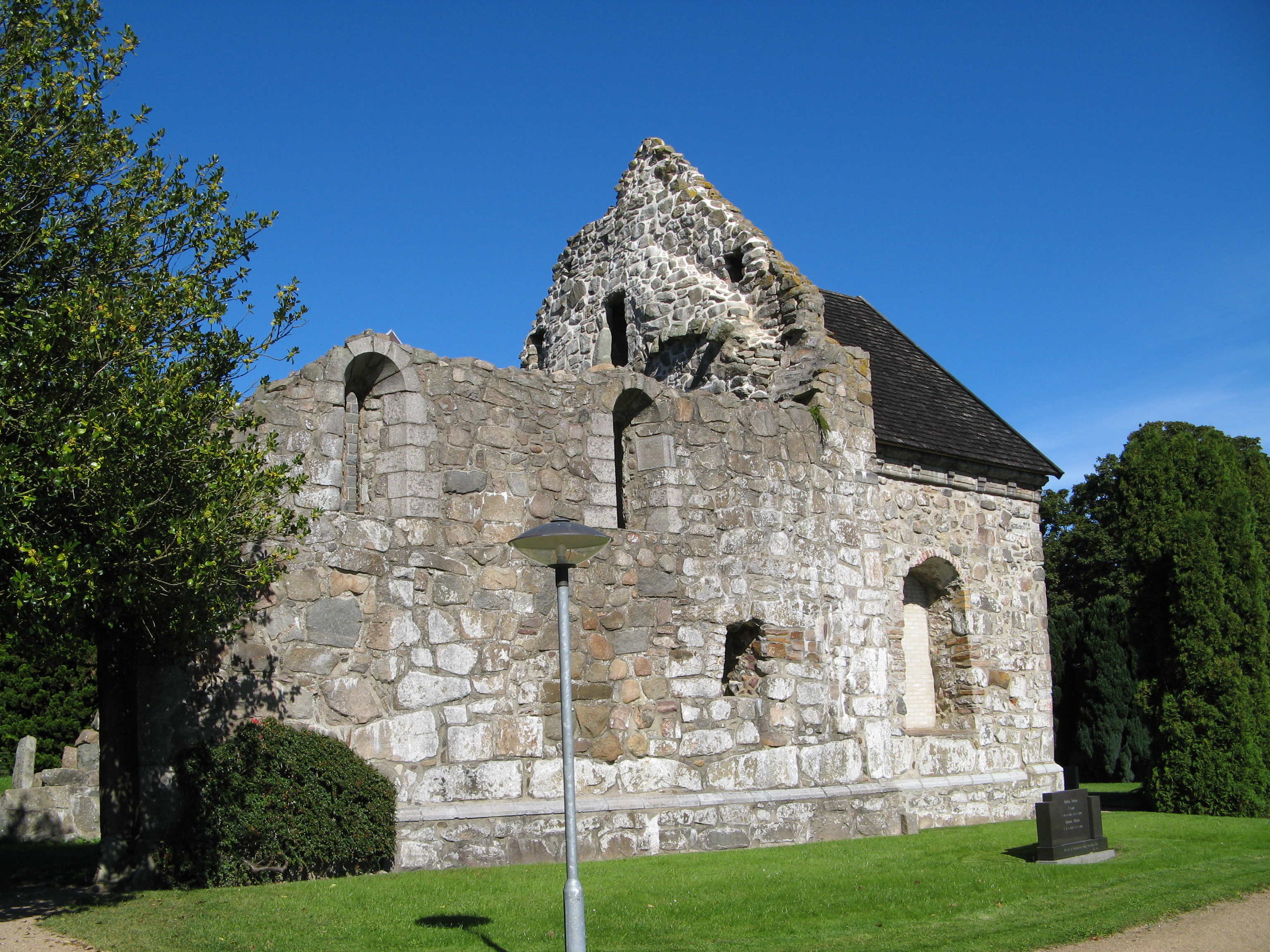
Alte Kirche

In einer Urkunde aus dem Jahr 1403 ist von der „östlichen Gemeinde der Heiligen Jungfrau“ die Rede, woraus man schließen kann, dass es dort eine Marienkirche gab. Die Kirche gehörte bis zur Reformation zum Erzbistum Lund und war anschließend bis ins 19. Jahrhundert hinein königlicher Besitz.
Die romanische Kirche stammte wohl aus dem 13. Jahrhundert. Sie bestand aus Schiff, Chor, Apsis und einem breiten Westturm, sowie zwei etwas später angebauten Waffenhäusern südlich und nördlich des Schiffs. Die alte Kirche besteht aus Feldsteinen und Kalksteinquardern. Zum Bau wurden auch einige Runensteine verwendet, einer davon als Schwelle. Diese Runensteine befinden sich heute auf dem Friedhof neben der Kirche. Die Besonderheit des Bauwerkes war das schwere Zwillingsgewölbe des Schiffs, ein doppeltes Tonnengewölbe, das ganz aus Stein bestand und von zwei Säulen getragen wurde. Gedeckt war das Dach mit Sandstein aus Nexø. Derart massive Steindächer kommen bei irischen Kirchen häufig vor, sind aber in Skandinavien sehr selten. Tonnengewölbe in den Rundschiffen der Bornholmer Rundkirchen sind dagegen bekannt. Die Kirchenruine zeigt noch Rudimente dieser Konstruktion.
Im Inneren war die Kirche im Spätmittelalter mit Fresken ausgemalt gewesen. Die Malereien wurden unter König Christian IV. 1636 teilweise erneuert.
Am Rand des Friedhofs stand ein separater massiver Glockenturm, der ursprünglich auf dem Kirchhof als Torturm diente. Der Glockenturm war bereits 1871 teilweise zusammengebrochen. 1880 ergaben Untersuchungen des baulichen Zustandes des vierstöckigen Kirchturms, dass auch dieser nicht mehr sicher und eine Renovierung kaum möglich war. 1885 beschloss man der Abriss der alten Kirche und den Bau der neuen Kirche, da aufgrund der liturgischen Anforderungen auch eine Erweiterung der Kirche notwendig geworden war. Beim Abbruch des Kirchturms wurde festgestellt, dass das Fundament ursprünglich für einen schmaleren Turm gelegt worden war.
Der bereits eingeleitete Abbruch der Kirche wurde jedoch auf Anweisung einer Sondererhebung der Bornholmer Kirchen zur Erhaltung der mittelalterlichen Bornholmer Kirchen gestoppt. Die Kirchenruine wurde daraufhin unter der Aufsicht des dänischen Nationalmuseums unter Denkmalschutz gestellt. Apsis, Chor und ein Teil des Kirchenschiffs blieben erhalten. Der Altaraufbau wurde in Bornholms Museum gebracht. Der Taufstein von 1250 wurde in die neue Kirche übernommen. Die Kanzel wurde aus Teilen der von König Friedrich II. gestifteten renaissancezeitlichen Kanzel der alten Kirche zusammengesetzt.

## Die neue Kirche
Die heutige Østermarie-Kirche wurde 1891 nach Entwürfen des dänischen Architekten Andreas Clemmensen im neuromanischen Stil und in der Form einer Kreuzkirche errichtet. Das schlichte Mauerwerk besteht aus geschliffenen Blöcken des dunklen Paradise-Granits. Die neue Kirche befindet sich an der Stelle des alten Glockenturms.
Sie wurde 1964 restauriert und von dem Bornholmer Maler Paul Høm mit einem neuen Farbschema versehen.